# Quốc ấn Nhật Bản

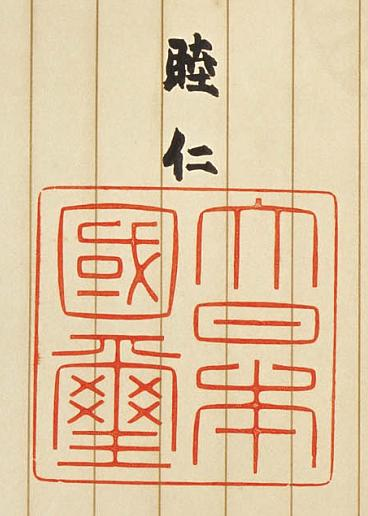
Chữ ký của Thiên hoàng Minh Trị và Quốc ấn của Nhật Bản

Đại ấn Nhật Bản (国璽 (quốc tỉ) kokuji) là một trong các con dấu quốc gia của Nhật Bản, và được sử dụng như con dấu chính thức của quốc gia. Con dấu này hình khối vuông, và dòng chữ khắc Đại Nhật Bản Quốc tỉ (大日本國璽 Dai Nippon Kokuji) được đề theo lối chữ triện (篆書 (triện thư) tensho). Nó được viết theo chiều dọc bằng hai dòng, với dòng bên phải có các ký tự Đại Nhật Bản (大日本 Dai Nippon), và dòng bên trái có các ký tự Quốc tỉ (國璽 Kokuji).

## Lịch sử
Con dấu được làm bằng vàng nguyên chất, mỗi cạnh dài 3 sun (khoảng 9 cm) và nặng 4.5 kg. Rekido Abei, nghệ nhân chế tác ấn triện người Kyoto (安部井 櫟堂, 1805-1883) được đặt làm con dấu này, và ông sản xuất nó cùng với Mật ấn Nhật Bản trong vòng một năm vào năm 1874. Mặc dù không có chữ "帝" (đế) trong cụm chữ triện, từ khi nó được sản xuất ra trước khi Nhật Bản bắt đầu được gọi trang trọng là Đại Nhật Bản Đế quốc (大日本帝国 Dai Nippon Teikoku) theo Hiến pháp Minh Trị, nó không được làm một phiên bản mới trong thời điểm công bố Hiến pháp. Dưới quy định của Hiến pháp Minh Trị, trường hợp mà được sử dụng Mật ấn và Quốc ấn được xác định trong công thức ghi chú chính thức (公文式: kōbunshiki 1886 - 1907) and the official formula code (公式令: kōreisiki 1907 - 1947). Tuy nhiên, đạo luật này đã bị bãi bỏ với việc thi hành Hiến pháp Nhật Bản, không có điều lệ nào thay thế. Hiện tại, Quốc ấn chỉ được sử dụng cho các chứng chỉ của các tước hiệu Nhật Bản (勲記 (huân ký) kunki), được cấp bởi Nhà nước Nhật Bản.
Nó được lưu trữ trong một túi da đặc biệt được chỉ định. Khi được sử dụng, một thước thẳng đặc biệt được sử dụng để đảm bảo con dấu được in đúng cách, và mực của con dấu từ chu sa được làm một cách đặc biệt bởi Cục In ấn Quốc gia để nó sẽ không bị lem, nhòe hoặc biến chất.
Nếu Quốc ấn hoặc Mật ấn bị sao chép một cách bất hợp pháp, hình phạt thấp nhất phải nhận sẽ là ít nhất hai năm tù hình sự khổ sai hoặc nhiều hơn theo Điều 164, khoản 1, Bộ luật Hình sự của Nhật.